# Miss Walker
Miss Walker is het 54ste stripalbum van De Blauwbloezen. Het werd getekend door Willy Lambil en het scenario werd geschreven door Raoul Cauvin. Het album werd uitgebracht in 2010.

## Verhaallijn
De ziekenboeg bij de blauwbloezen werd zwaar getroffen, het medisch personeel is gewond geraakt. Er komt een feministische dokter, Miss Walker. Korporaal Blutch biedt zich vrijwillig aan als assistent, omdat hij van het front verlost wil zijn. Hij moet daar behalve haar assisteren als dokter ook de lakens en kleding ontluizen. Hij krijgt er al gauw spijt van dat hij zich vrijwillig heeft aangeboden. Miss Walker vertelt de soldaten de aard van hun verwondingen, waardoor ze als ze weer opgeknapt zijn niet meer willen vechten, en dan stijgt het aantal deserteurs flink. Ondertussen komen de zuidelijken steeds dichterbij. Generaal Alexander bedenkt daarom een slim plan, ze sturen Miss Walker naar de zuidelijken. Wegens gebrek aan manschappen wordt de aanval dan uitgesteld.

## Personages
- Mary Edward Walker, dit personage werd gebaseerd op de echt bestaande Mary Edwards Walker, die tijdens de Amerikaanse burgeroorlog actief was.
- Blutch
- Cornelius Chesterfield
- Generaal Alexander